# 武部聡志
武部 聡志（たけべ さとし、1957年2月12日 - ）は、日本の作曲家、編曲家、音楽監督、音楽プロデューサー。株式会社ハーフトーンミュージック代表取締役会長。音楽ユニット「kōkua」のメンバー、キーボード奏者としても活動している。
東京都出身。麻布中学校・高等学校、国立音楽大学音楽学部教育音楽学科卒業。

## 来歴
1975年に国立音楽大学に進学。大学在学中よりキーボーディスト・編曲家として数多くのアーティストを手掛ける。
1977年にかまやつひろしのバックバンドに参加。かまやつの紹介により清水健太郎、久保田早紀、寺尾聰のタレントのバックバンドに参加するようになる。1980年にかまやつや寺尾のバックバンドのメンバーたちとマネジメントを行う会社として、「ハーフトーンミュージック」を設立。
1983年に松任谷由実コンサートツアーの音楽監督を担当し、1985年には斉藤由貴のデビューシングル「卒業」を編曲。以降も編曲家、プロデューサーとしてヒット曲を手がける。
1988年に初のオリジナル・アルバム『Clara』をCBS・ソニーから発表する。以降、2003年と2004年にオリジナル・アルバムを、2017年には生誕60年を記念するコンピレーション・アルバムを発表した。
1990年に音楽プロデューサーとして本格的に活動を始める。KATSUMI、大黒摩季、今井美樹、小嶋希代子（現marron）などを担当し、1992年には髙嶋政宏のデビューアルバムのプロデュースを担当する。親交ある楽曲提供シンガーの楠瀬誠志郎、崎谷健次郎とKATSUMIを仲介し、コーラスグループ「adam」を誕生させる。2002年には一青窈をプロデュースし、以降、実質的に専属プロデューサーとなる。
1996年からフジテレビ系音楽バラエティ番組『LOVE LOVE あいしてる』に出演し、ハウスバンドLOVE LOVE ALL STARSで吉田建や鳥山雄司と共に中心的な役割を果たした。また、この番組がきっかけとなり、高中正義や吉田拓郎のツアーに参加した。また、2004年からフジテレビ系特別番組『FNS歌謡祭』の音楽監督を務めている。
2006年にNHK総合テレビのドキュメンタリー番組『プロフェッショナル 仕事の流儀』の主題歌のために、スガシカオらと音楽ユニットkōkua（コクア）を結成、シングル「Progress」をリリースした。ユニット名は「協力する、協調する」という意味のハワイ語に由来する。
2009年から日本工学院専門学校において、ミュージックカレッジ・エグゼクティブアドバイザーを務める。

## 人物

### 交友関係
- ムッシュかまやつ - 音大生だった20歳で、ムッシュのバックバンドに参加している。また、ムッシュのアルバム制作では編曲・演奏を任されており、武部自身はこのことについて、「あの時の出会いがなければ今の自分はありません」と述懐している[1]。
- 高見沢俊彦 - THE ALFEEがデビューした時から、ムッシュを通じての友人。ムッシュのソロ・アルバム制作時にキーボードを弾かせるためだけに、武部を呼び出すこともあった。また、2015年の高見沢のソロコンサートにゲスト出演している。
- SURFACE - 「AXIAアーティストオーディション'96」で武部が発掘した音楽ユニットで、音楽のノウハウを叩き込んだ。2008年にsurface結成10周年で再会し、シングル「素直な虹」をプロデュース、コラボレーションライブsurface×武部聡志 Special Collaboration LIVE「SAIKAI」を開催した[10]。
- 大学は音楽教育学科の出身のため、音楽の教員免許を所持しており、麻布中学校で教育実習をした経験があるという[1]。

## ディスコグラフィー

### オリジナルアルバム
- Clara（1988年4月21日、CBS・ソニー）[3]
- PIANO MAN - FOR YUMING LOVERS （2003年1月22日、ユニバーサル）[4]
- PIANO MAN II（2004年12月8日、東芝EMI）[5]
- 日本の音楽と、武部聡志。〜HAPPY60〜（2017年2月22日、GT music）[6]

### サウンドトラック
テレビドラマ
- ビーチボーイズ ORIGINAL SOUNDTRACK（1997年8月13日、マーキュリー・ミュージックエンタテインメント）[11]
- ビーチボーイズ ORIGINAL SOUNDTRACK II（1997年9月10日、マーキュリー・ミュージックエンタテインメント）[12]
- ラブコンプレックス オリジナル・サウンドトラック（2000年11月22日、キティMME）[13]
- 人にやさしく オリジナル・サウンドトラック（2002年2月14日、イーストウエスト）[14]
- ウエディングプランナー SWEET デリバリー オリジナル・サウンドトラック（2002年6月5日、avex trax）[15]
- ホーム&アウェイ オリジナル・サウンドトラック（2002年12月4日、avex trax）[16]
- 西遊記 オリジナル・サウンドトラック（2006年3月1日、avex trax）[17]
- 女神の教室〜リーガル青春白書〜（2023年3月1日/ポニーキャニオン）

テレビアニメ
- 山賊のむすめローニャ オリジナル・サウンドトラック（2014年12月17日、ポニーキャニオン）[18]
- アーヤと魔女 サウンドトラック（2021年1月6日、ヤマハミュージックコミュニケーションズ）[19]

映画
- 映画 西遊記 オリジナル サウンドトラック（2007年8月1日、rhythm zone）[20]
- コクリコ坂から サウンドトラック（2011年7月13日、徳間ジャパンコミュニケーションズ）[21]
- THE FIRST SLAM DUNK オリジナルサウンドトラック（2023年5月31日/ユニバーサルミュージック）
- 室井慎次 敗れざる者 & 室井慎次 生き続ける者 オリジナル・サウンドトラック（2024年12月4日/ユニバーサルミュージック）

### 参加作品
- ジブリをうたう（2023年11月1日）
epilogue さよならの夏 〜コクリコ坂から〜

## 音楽監督
- 松任谷由実コンサートツアー（1983年 - ）※バックバンドにおいてキーボードパートも兼務。
- KATSUMIコンサートツアー（1991年 - ）
- LOVE LOVEあいしてる（1996年 - 2001年、フジテレビ）
- 吉田拓郎コンサートツアー（1998年 - 2000年、2012年）
- 日本レコード大賞（1998年 - 、TBS）
- NINAGAWA 火の鳥（2000年）
- ポップジャム（2002年、NHK）
- 僕らの音楽（2004年 - 2014年、フジテレビ）
- FNS歌謡祭（2004年 - 、フジテレビ）
- FNSうたの夏まつり（2012年 - 、フジテレビ）
- 水曜歌謡祭（2015年 - 、フジテレビ）
- スカパー!音楽祭（2015年・2016年、BSスカパー!）
- FNSうたの春まつり（2016年 - 、フジテレビ）
- ガールフレンズ（2006年 - ）
- プロフェッショナル 仕事の流儀（2006年 - 、NHK）
- ライブW 卒業のうた（2008年、WOWOW）
- VOICES feat.今井美樹＆ Friends（2010年、WOWOW）
- ももいろクローバーZ　コンサート（2013年 - ）および坂崎幸之助のももいろフォーク村NEXT（フジテレビNEXTの生放送番組／2014年9月18日-2016年8月） ※特に大規模公演ではダウンタウンももクロバンドを編成、2016年まではバンドリーダーとしてピアノ・キーボードパートを兼務していたが、2017年からは一線を退き「終身名誉 音楽監督」となった。フォーク村に関しては一足早く8月放送分まで担当、9月からは後任の宗本康兵と交代した。
- TUBE Live Around 2017 Unknown4〜冬でもアリーナ〜（2017年）
- ファンタジー・オン・アイス（2018年・2019年）
- Wakana コンサートツアー（2018年）
- Kalafina（2025年 - ）

## 作曲・編曲
- 城南海 - 「兆し」、「ルナ・レガーロ〜月からの贈り物〜」
- 西村知美 - アルバム「白いかすみ草（天使のメイルより）」
- 有安杏果 - アルバム「心の旋律」
- シェリナ・ムナフ - 「あたしの世界征服」（スペシャルテレビアニメ『アーヤと魔女』エンディングテーマ）

## 編曲
★はアルバム、◎はシングル
- 明石家さんま - ◎「蒼いタメイキ」、「YELLOW SUNSHINE」
- ASKA - ★『NEVER END』
- THE ALFEE - ◎「恋人の歌がきこえる」、「FLOWER REVOLUTION」
- 稲垣潤一

★『V.O.Z.』、
◎「J's LOVE SONG (Original Version)」
- 今井美樹

★『elfin』、『mocha』、『Milestone』
◎「愛の詩」、「年下の水夫」
- 岩崎宏美 - ◎「夜のてのひら」
- 岩崎良美 - ★『blizzardk』、『TOUCH』
- 内田有紀 - ★『純情可憐乙女模様』、『MI-CHEMIN』、『Merry Christmas For You』
- 大黒摩季

★『PRESENTs』、『COPY BAND GENERATION VOL.1』
◎「いとしいひとへ 〜Merry Christmas〜」、「コレデイイノ?!」
- 岡本真夜

★『再会〜君に綴る〜』、『Wonderful Colors』
◎「かけがえない人よ」、「美しき人」、「いつかきっと」
- 荻野目洋子 - ◎「さよならの果実たち」
- 風間杜夫

★『DISTURB YOU』
◎「嗚呼!ディスターブ」
- 柏原芳恵 - ◎「化石の森」
- KATSUMI - ◎「SHINING IN THE NIGHT」、「危険な女神」、「YES,抱きしめて/With Me」、「Come On」、「The Force」、「君と出会えたこの場所」、「君のもとへ」、「君を離さない」、「笑顔がいいね」、「もう二度と戻れない」、「情熱」、「何も言わずに」、「新しい風」、「DREAMIN'」
- 葛城ユキ - ◎「ハートブレイカー」
- 加藤紀子 - ◎「ふゆがきた」
- 華原朋美

★『DREAM -Self Cover Best-』、『MEMORIES -Kahara Covers-』、『MEMORIES 2 -Kahara All Time Covers-』、『MEMORIES 3 -Kahara Back to 1995-』
◎「夢やぶれて -I DREAMED A DREAM-」、「はじまりのうたが聴こえる」
- 河合その子 - ★『Replica』
- 川江美奈子

★『時の自画像』、『この星の鼓動』
◎「願い唄」、「宿り木」、「しあわせ」、「ぬくもり」、「君の唄」、「ピアノ」
- 来生たかお - ◎「はぐれそうな天使」
- KinKi Kids - ◎「全部だきしめて」、「好きになってく 愛してく」
- 楠瀬誠志郎

★『数千の星』
◎「君と歩きたい」「僕がどんなに君を好きか、君は知らない」、「しあわせまだかい」
- 久保田利伸 - ★『SHAKE IT PARADISE』
- 倉沢淳美 - ◎「六月の花嫁」
- 黒沢薫 - ◎「遠い約束」
- 研ナオコ - ★『Bitter』
- 小泉今日子 - ◎「夜明けのMEW」
- 郷ひろみ

★『PERIOD 〜この世界のどこかに〜』
◎「この世界のどこかに」
- 後藤久美子 - ◎「teardrop」、「初恋に気づいて」
- 小林麻美

★『CRYPTOGRAPH -愛の暗号-』
◎「哀しみのスパイ」
- SURFACE

★『空っぽの気持ち』、『振り返らない君の涙を僕は忘れない』
◎「それじゃあバイバイ」、「素直な虹」
- 斉藤由貴

★『AXIA』、『ガラスの鼓動』、『チャイム』、『風夢』、『ripple』、『PANT』、『TO YOU』、『何もかも変わるとしても』
◎「卒業」、「白い炎」、「初戀」、「情熱」、「悲しみよこんにちは」、「土曜日のタマネギ」、「青空のかけら」、「MAY」、「砂の城」、「さよなら」、「ORACION -祈り-」、「Christmas Night」、「雪灯りの町」
- 坂上香織

★『季節のプロローグ』、『夏休み』、『ARE YOU READY?』
◎「Privacy」
- 坂上忍 - ◎「MIDNIGHT DANCE」
- 崎谷健次郎

★『KISS OF LIFE』、『ただ一度だけの永遠』、『ambivalence』、『HOLIDAYS』（album内は数曲編曲または共同編曲）
◎「もう一度夜を止めて」、「さよならも言わずに」、「泣かなくてもいい」
- 佐藤宣彦

★『NOV』
◎「EVERY NIGHT AND DAY」
- 瀬能あづさ - ◎「I miss you」、「失恋カフェ」
- 反町隆史 - ◎「Forever」
- 髙嶋政宏 - ★『British Green』
- 髙橋真梨子 - ◎「ジュン」
- 高橋洋子 - ★『YOKO SINGS FOREVER』
- 貴水博之 - ◎「? (question)」
- 谷村新司

★『半空 NAKAZORA』
◎「ハーヴェスト」
- 種ともこ - ◎「ないしょLOVE CALL」
- 田村英里子 - ◎「プロセス」
- chay - ★『Lavender』
- TUBE - ◎「ベストセラー・サマー」「いつも、いつまでも」
- チロリンアンドエンジェルス - ◎「キミは奇跡を信じるかい?」
- 手嶌葵 - ★『コクリコ坂から歌集』
- 德永英明 - ◎「Rainy Blue」
- とんねるず - ★『Arrival』
- 中島美嘉 - ◎「桜色舞うころ」
- 中嶋美智代 - ◎「赤い花束」、「ひなげし」、「初恋通り」、「とても小さな物語」
- 中森明菜

★『CRUISE』、『Akina Nakamori〜歌姫ダブル・ディケイド』、『I hope so』
◎「AL-MAUJ (アルマージ)」、「Days」、「赤い花」、「初めて出逢った日のように」
- 中山美穂 - ★『Groovin' Blue』
- 西村知美 - ◎「見えてますか、夢」、「わたし・ドリーミング」、「君は流れ星」、「ポケットに太陽」、「想い出の冬休み」、「サクラが咲いた」、「天使のゆびさき」
- 西脇唯

★『ふたりのあいだ』
◎「二人に帰ろう」、「愛していると言えない」
- 秦基博 - ◎「第三の男」、「トレモロ降る夜」
- 早見優 - ◎「GET UP」
- 一青窈

★『月天心』、『一青想』、『&』、『Key』、『歌窈曲』、『ヒトトウタ』
◎「もらい泣き」、「大家」、「江戸ポルカ」、「ハナミズキ」、「かざぐるま」、「つないで手」、「「ただいま」」、「受け入れて」、「蛍」、「満点星」、「空音」、「かたつむり」、「耳をすます」
- 平井菜水 - ◎「めざめ」
- 藤澤ノリマサ - ◎「Period.」
- 藤原道山 - ★『かざうた』
- ブレッド&バター - ◎「夢がとぶ」
- 平井堅

★ 『Stare At』
◎「かくれんぼ」、「いつか離れる日が来ても」
- 堀江美都子 - ★『One Voice』
- 堀ちえみ - ◎「愛を今信じていたい」
- 本田恭章 - ◎「0909させて」、「ジュテーム・スキャンダル」、「☆BOY」、「サヨナラのSEXY BELL」
- 牧瀬里穂 - ◎「ささげたい、あなたに…」
- 松たか子

★『アイノトビラ』、『いつか、桜の雨に…』
◎「真冬のメモリーズ」、「サクラ・フワリ」、「ごめんね。」、「Stay with me」、「夢のしずく」、「月のダンス」、「桜の雨、いつか」
- 松田聖子 - ★『SUPREME』、『Bibbidi-Bobbidi-Boo』
- 松任谷由実 - ★『YUMING VISUALIVE DA・DI・DA』
- 松本伊代 - ◎「淋しさならひとつ」
- 松本典子 - ★『Straw Hat』
- 真璃子 - ◎「悲しみのフェスタ」
- 宮地真緒 - ◎「早花咲月 〜さはなさづき〜」
- みのや雅彦 - ◎「遅すぎたラブ・ソング」
- 森口博子

★『GUNDAM SONG COVERS 2』『ANISON COVERS』
◎「その胸の中でずっとずっと」
- 森下恵理 - ◎「ブルージン・ボーイ!」、「わたしは街のバレリーナ」
- 八木さおり - ◎「くちづけの舞台」、「遅れたLove Song」、「Heart Beatきかせて」、「カンフー・ボーイ」、「SAYONARA」
- 薬師丸ひろ子

★『夢十話』、『花図鑑』、『星紀行』、『LOVER'S CONCERTO』
◎「あなたを・もっと・知りたくて」、「ステキな恋の忘れ方」、「紳士同盟」、「語りつぐ愛に」
- 山口由子

★『しあわせのみつけかた』
◎「幾千の涙を贈りたい」、「Sing a love song for me」、「believe」
- 山本達彦 - ★『Heart Notes』
- ゆず - ★『FURUSATO』
- 吉田拓郎 - ★『みんな大好き』、『Hawaiian Rhapsody』、『こんにちわ』、『午後の天気』
- 吉田真里子

★『詩華集 -ANTHOLOGY-』、『Portrait 〜肖像〜』、『拝啓、愛しの友達』
◎「とまどい」、「夢をおいかけて」、「夏の恋人達」、「嘆きの天使」、「陽ざしのソリチュード」
- Lyrico

★『Flavours』
◎「Lost Wing」
- 渡辺満里奈 - ◎「夏の短編」、「カレンダー」

他多数。

## 受賞歴
- 2000年
  - 第27回ザテレビジョンドラマアカデミー賞 劇中音楽賞（『ラブコンプレックス』）[22]
- 2012年
  - 東京アニメアワード2012 音楽賞（『コクリコ坂から』）[23][24]

## 書籍
- 『すべては歌のために：ポップスの名手が語る22曲のプロデュース&アレンジ・ワーク』（2018年1月、リットーミュージック）ISBN 978-4-8456-3175-9
- 『ユーミンの歌声はなぜ心を揺さぶるのか 語り継ぎたい最高の歌い手たち』（2024年11月、集英社新書）ISBN 978-4-0872-1340-9

## 出演

### テレビ番組
- 関ジャム 完全燃SHOW→EIGHT-JAM（2019年 - 、テレビ朝日系列） - 不定期出演
- メロディーは時をこえて〜歌いつぐ筒美京平の世界〜（2021年3月28日、NHK BSプレミアム）[25]
- サウンド・イン"S"「筒美京平メモリアル」（2021年4月17日、BS-TBS）- 船山基紀と対談VTR出演
- 高見沢俊彦の美味しい音楽 美しいメシ（2024年10月4日、BS朝日）[26]

### ラジオ番組
- 武部聡志のSESSIONS（2016年4月 - 、JFN各局）
- ミュージックデリバリー（レインボータウンFM他）
- サタデーミュージックバトル 天野ひろゆき ルート930（2021年4月17日、ニッポン放送）- 橋本愛とゲスト出演[27]
- 徳光和夫 とくモリ!歌謡サタデー（2021年4月17日、ニッポン放送）[28]